# STEP (V6のアルバム)
『STEP』（ステップ）は、V6の14枚目のオリジナル・アルバム。2021年9月4日にavex traxから発売された。キャッチコピーは「＃今よ響け」。

## 概要
初回盤A、初回盤B、通常盤の3形態で発売。通常盤には、初回限定仕様が存在する。
楽曲はV6自身がプロデュースしている。
前作『The ONES』以降に発売されたシングル曲は収録されず、全て新曲となっている。
本作は1995年のV6結成日に合わせるため、水曜日ではなく土曜日に発売された。

## 収録曲
- avex trax公式サイトの紹介ページをもとに記述[6]。

### CD
※ユニット曲は通常盤のみ収録。
1. 雨
作詞：千葉雄喜、作曲：VOLT・千葉雄喜
Strings Arranged：近谷直之
  - 本作のリードトラック
2. blue
作詞：Ryohei Yamamoto、作曲：Andre Merritt・Vinny Venditto
  - 長野博プロデュース曲
  - V6出演 ソフトバンク「5G LAB」CMソング

4thベストアルバム『Very6 BEST』通常盤には、本曲の長野ソロバージョンが収録されている。
3. Best Choice
作詞：栗原暁（Jazzin'park）、作曲：久保田真悟（Jazzin'park）・栗原暁（Jazzin'park）、編曲：栗原暁（Jazzin'park）
  - 坂本昌行プロデュース曲
4. Sweet Days
作詞・作曲：Keishi Tanaka、編曲：Keishi Tanaka・George（MOP of HEAD）
  - 岡田准一プロデュース曲
5. トビラ
作詞・作曲・編曲：岩崎慧
  - 11thシングル「over」アンサーソング
  - TBS系『アメージパング!』エンディングテーマ

4thベストアルバム通常盤には、本曲の井ノ原ソロバージョンが収録されている。
6. 素敵な夜
作詞・作曲：堀込高樹、編曲：sugarbeans
  - 井ノ原快彦プロデュース曲
  - NHK『みんなのうた』8 - 9月放送曲[7]（みんなのうたで「すてきなよる」と読むタイトルは1967年10-11月に放送された伊藤アイコ、チエチリアの「すてきな夜」があるため2曲目となる）
7. 分からないだらけ
作詞・作曲：小原綾斗、編曲：Tempalay
  - 三宅健プロデュース曲

4thベストアルバム通常盤には、本曲の三宅ソロバージョンが収録されている。
8. Let Me
作詞：Micro（Def Tech）、作曲・編曲：Micro（Def Tech）・Nagacho
4thベストアルバム通常盤には、本曲の岡田ソロバージョンが収録されている。
9. 家族
作詞：千葉雄喜、作曲：U-LEE・千葉雄喜
Strings Arranged：近谷直之
  - 森田剛プロデュース曲
  - 仮想空間『V-Land』限定配信映像「WANDERER」挿入歌

4thベストアルバム通常盤には、本曲の森田ソロバージョンが収録されている。
10. High Hopes - Coming Century
作詞：イケガミキヨシ、作曲：Mori Zentaro・イケガミキヨシ、編曲：Mori Zentaro
11. グッドラックベイビー - 20th Century
作詞：森山直太朗・御徒町凧、作曲：森山直太朗、編曲：櫻井大介

### DVD / Blu-ray

#### 初回盤A
- 「雨」Music Video
- ジャケ写撮影・MV撮影メイキング

### DVD

#### 初回盤B
- ｢V6 そういえば、コレやってなかったな旅｣